# Oxira wilemani
Oxira wilemani là một loài bướm đêm trong họ Noctuidae.